# Dragovci
Dragovci is een plaats in de gemeente Nova Kapela in de Kroatische provincie Brod-Posavina. De plaats telt 495 inwoners (2001).